# 贺小书
贺小书（1933年11月21日—），女，四川万县人，中国电影演员，峨嵋电影制片厂演员，中国电影金鸡奖最佳女配角得主。